# Nombre sancionado
En micología, un nombre sancionado es un nombre que fue adoptado en algunas obras de Christiaan Hendrik Persoon o Elias Magnus Fries, independientemente de si ellos crearon los nombre o no. Estos trabajos se consideran parteaguas en la taxonomía de hongos.

## Definición y efectos
Los nombres sancionados son aquellos, que independientemente de su autoría, fueron utilizados por Persoon en Sinopsis Methodica Fungorum (1801) para royas, tizones y gasteromicetos, y en Systema Mycologicum de Fries (tres volúmenes, publicado entre 1821 y 1832) y Elenchus fungorum para todos los demás hongos.
Un nombre sancionado, tal como se define en el artículo 15 del Código Internacional de Nomenclatura para algas, hongos y plantas (anteriormente, el Código Internacional de Nomenclatura Botánica), se trata automáticamente como si estuviera conservado frente a todos los sinónimos u homónimos anteriores. Sin embargo, todavía se puede conservar o rechazar normalmente.

## Historia
Debido a la imprecisión de las fechas de los registros en los tres volúmenes de Systema de Fries, el Congreso Botánico Internacional de Estocolmo de 1950 e estableció fechas de publicación, fueran estas arbitrarias o reales, para mejorar la estabilidad de la nomenclatura. Las fechas establecidas fueron el 1 de mayo de 1753 para Species Plantarum (plantas vasculares), el 31 de diciembre de 1801 para Synopsis Methodica Fungorum, el 31 de diciembre de 1820 para Flora der Vorweldt (plantas fósiles) y el 1 de enero de 1821 para el primer volumen de Systema. Debido a que los hongos incluidos en el segundo y tercer volumen carecían de un libro de referencia como punto de partida, el Congreso acordó que tanto esas especies, cono las incluidas en Elenchus Fungorum (1828) de Fries (un suplemento de dos volúmenes a su System ), tenían un «estatus privilegiado». Según Korf, el término «sancionado» se usó por primera vez para señalar estos nombres privilegiados por el micólogo holandés Marinus Anton Donk en 1961.
En 1982 se hicieron cambios en el Código Internacional de Nomenclatura Botánica (el Código de Sídney) para restaurar los Species Plantarum de Linneo de 1753 como punto de partida para la nomenclatura de los hongos; sin embargo, se le otorgó estatus protegido a todos los nombres adoptados en Sinopsis (1801) de Persoon y en Systema y Elenchus de Fries. Poco después, en 1983, Richard P. Korf propuso el ahora estándar de «indicar el autor con dos puntos», mediante la cual los nombres autorizados se señalan como «: Pers.» o «: P.» al citar al autor que nombró la especie in extenso.